# Astragalus abruptus
Astragalus abruptus là một loài thực vật có hoa trong họ Đậu. Loài này được Krytzka miêu tả khoa học đầu tiên.